# Cartimandua
Cartimandua, o Cartismandua  (fl. II secolo), regnò dal 43 circa al 69 sulla tribù britannica dei briganti (Inghilterra settentrionale) durante la dominazione romana sull'isola.

## Biografia
Probabilmente, Cartimandua era già regina quando l'imperatore Claudio cominciò a pianificare l'invasione della Britannia nel 43 e quando Publio Ostorio Scapula represse la ribellione di una fazione dei briganti nel 48.
Insieme al consorte Venuzio, che era forse un Carvezio, Cartimandua strinse un'alleanza con i romani. Nominalmente indipendenti, Tacito dice che erano leali ai romani e protetti dalle legioni. Attorno al 51, la regina consegnò ai romani il capo della resistenza britannica Carataco, che era fuggito nel nord dell'isola, dopo essere stato sconfitto da Scapula nel Galles.
Cartimandua divorziò da Venuzio, sposando un suo cavaliere, Vellocato, che divenne re. Sebbene Cartimandua tenesse come ostaggi il fratello e i familiari di Venuzio, quest'ultimo scatenò la guerra contro di lei e i romani. Costruì un'alleanza con altri popoli e, durante il governatorato di Aulo Didio Gallo (52 - 57), preparò l'invasione del regno dell'ex moglie. I romani, però, mandarono delle coorti di ausiliari a difendere la loro alleata. Solo il successivo intervento della VIIII Hispana, comandata da Cesio Nasica, pose fine alla ribellione.
Approfittando del caos seguito alla morte di Nerone (69), Venuzio preparò una nuova invasione. I romani non riuscirono a inviare alla regina truppe sufficienti per opporsi ai nemici e Cartimandua fu costretta a fuggire. Venuzio salì sul trono. Da questo momento la regina scompare dalle fonti.